# تونو لپیک
تونو لپیک (استونیایی: Tõnu Lepik؛ زادهٔ ۱ مهٔ ۱۹۴۶) ورزشکار  پرش طول استونی‌تبار اهل شوروی بود.